# Šardinje
Šardinje so naselje v Občini Ormož.